# 4910 Kawasato
A 4910 Kawasato (ideiglenes jelöléssel 1953 PR) egy marsközeli kisbolygó. Karl Wilhelm Reinmuth fedezte fel 1953. augusztus 11-én.